# Banari
Banari (sardisch: Bànari) ist eine italienische Gemeinde (comune) mit 515 Einwohnern (Stand 31. Dezember 2023) im Norden der Insel Sardinien in der Metropolitanstadt Sassari. Die Gemeinde liegt etwa 21 Kilometer südsüdöstlich von Sassari.

## Geschichte
Der Name der Gemeinde leitet sich von dem Volk der Balaren ab, die bedeutende Werke der Nuraghenkultur hinterlassen haben.